# Elmer Batters
Elmer Batters (né le 24 novembre 1919 et mort le 25 juin 1997) est un photographe américain spécialiste du fétichisme du pied.

## Biographie
Elmer Batters est un photographe pionnier du fétichisme qui se spécialise dans la photo de femmes avec un accent sur les bas nylon à coutures, les jambes et les pieds. Il est en avance sur son temps dans la popularisation de l'imagerie fétichiste comme un divertissement érotique.
Batters commence par publier ses photographies lui-même, et depuis la fin des années 1960 son travail est présenté dans des revues telles que Leg-O-Rama, Nylon DoubleTake et Black Silk Stockings, pour n'en citer que quelques-unes. Il ouvre la voie de la photographie fétichiste et en inspire plus d'un, comme Ed Fox et Johnny Jaan. 
Plusieurs sites internet se sont spécialisés dans le domaine (Ex., footfactory.com, FeetFair.com, Footpixies.com, johnnyjaan.com) et continuent de s'inspirer largement du style avant-garde de Batters.

### Caruschka
Un des modèles favoris de Batters est une femme nommée Caruschka, aux proportions d'un modèle de Rubens. On sait peu de chose sur la vie du modèle. Batters l'a pourtant élevée au rang d'égérie. Il disait: « Quand je dis que Caruschka était mon modèle préféré, je ne parle pas seulement de moi. Aucune fille dans l'histoire de mon activité artistique n'a attiré autant d'admiration qu'elle. Difficile à croire car je sais qu'elle est un peu plus ronde que ce que la mode exige. Caruschka a des jambes bien galbées et fermes, des seins de marbre et des pieds délicatement arqués. Mais cela ne suffit pas à nous faire aimer une femme. Je pense que l'amour ou l'attraction sexuelle viennent de l'étincelle dans les yeux d'une fille, de la façon dont elle froncent les sourcils et de la façon qu'elle a de sourire, dans une provocation qui raccorde l'âme de l'homme en direct avec son sexe. C'était la force de Caruscha. Son visage me séduit encore aujourd'hui - après ces 25 années où elle a séduit des milliers d'entre vous. Même dans ces années-là, avant l'émancipation sexuelle, Caruschka était une fille qui aimait savoir que des hommes se masturbaient sur ses photos. Ouais, c'était une allumeuse, mais est-ce que chaque femme n'a pas cette étincelle en elle? »

### Redécouvert par Dian Hanson de Taschen
Vers la fin de sa vie, Batters est redécouvert par l'éditeur allemand Benedikt Taschen, qui produit trois livres de son travail, notamment De la pointe des orteils vers le haut de la pompe et  Les jambes qui sont mises au diapason d'Elmer .
Taschen a fait connaissance avec le travail de Batters dans Leg Show (en), où l'éditeur, Dian Hanson, a introduit les fétichistes Baby Boom à ses photos pendant les années 1980 et 90. 
Aujourd'hui, les tirages photographiques originaux de Batters se vendent jusqu'à 1500 à 2 000 $ chez les collectionneurs d'art fétichiste.